# Håkan Larsson
Håkan Larsson (* 23. Januar 1958) ist ein ehemaliger schwedischer Radrennfahrer und nationaler Meister im Radsport.

## Sportliche Laufbahn
Larsson war Teilnehmer der Olympischen Sommerspiele 1984 in Los Angeles.
Im Mannschaftszeitfahren belegte der schwedische Vierer mit Magnus Knutsson, Bengt Asplund, Per Mikael Christiansson und Håkan Larsson den 5. Platz.
1978 wurde Vize-Meister im Straßenrennen hinter Thomas Eriksson. 1982 wurde er Zweiter im Flèche du Sud. Die nationale Meisterschaft im Einzelzeitfahren konnte er 1983 für sich entscheiden. Das Östgötaloppet gewann er 1981. Dazu kam ein Etappensieg im britischen Milk Race. 1983 wurde er nationaler Meister im Einzelzeitfahren und im Mannschaftszeitfahren. 1983 gewann er mit Bengt Asplund, Magnus Knutsson und Mats Andersson die Goldmedaille im Mannschaftszeitfahren bei den Meisterschaften der Nordischen Länder.
Mit dem Skandisloppet siegte er 1984 in einem der traditionsreichsten Eintagesrennen in Schweden.